# Canarium madagascariense
Canarium madagascariense är en tvåhjärtbladig växtart. Canarium madagascariense ingår i släktet Canarium och familjen Burseraceae.

## Underarter
Arten delas in i följande underarter:
- C. m. bullatum
- C. m. madagascariense
- C. m. obtusifolium